# Боровая (приток Камы)
Боровая — река в России, протекает по Соликамскому району Пермского края. Устье реки находится в 930 км по левому берегу Камы. Длина реки составляет 53 км, площадь бассейна — 543 км².
Исток реки на холмах к западу от предгорий Северного Урала в 34 км к северо-востоку от центра Соликамска. Исток лежит на водоразделе с бассейном Вишеры, рядом берут начало небольшие притоки Глухой Вильвы.
Река течёт в юго-западном направлении, сильно петляя. Всё течение проходит по лесному массиву. На реке стоят деревни Кокорино и Чертеж, а также несколько покинутых. Впадает в разветвлённый боковой затон Камы «Боровский затон», образованный подпором Камского водохранилища выше Соликамска. Ширина реки перед устьем около 20 метров. Высота устья — 108,6 м над уровнем моря.

## Притоки (км от устья)
- река Крестовик (пр)
- 16 км: река Корел (пр)
- 20 км: река Азлас (пр)
- река Сёрдук (пр)
- 32 км: река Потымка (лв)
- 35 км: река Малая Потымка (лв)
- река Мёрзлая (лв)

## Данные водного реестра
По данным государственного водного реестра России относится к Камскому бассейновому округу, водохозяйственный участок реки — Кама от водомерного поста у села Бондюг до города Березники, речной подбассейн реки — бассейны притоков Камы до впадения Белой. Речной бассейн реки — Кама.
Код объекта в государственном водном реестре — 10010100212111100006802.